# Yik Siu Keung
Yik Siu Keung (* 3. Januar 1987 in Hongkong) ist ein ehemaliger chinesischer Sprinter, der international für Hongkong an den Start ging.

## Sportliche Laufbahn
Erste Erfahrungen bei internationalen Meisterschaften sammelte Yik Siu Keung im Jahr 2006, als er bei den Juniorenweltmeisterschaften in Peking mit 10,95 s in der ersten Runde im 100-Meter-Lauf ausschied. Im Jahr darauf schied er auch bei den Asienmeisterschaften in Amman mit 10,75 s im Vorlauf aus. 2009 erreichte er dann bei der Sommer-Universiade in Belgrad das Viertelfinale über 100 m und schied dort mit 10,59 s aus, während er mit der 4-mal-100-Meter-Staffel aus  Hongkong in 40,60 s den sechsten Platz belegte. Anschließend verhalf er der Staffel zum Finaleinzug bei den Asienmeisterschaften in Guangzhou und wurde dann bei den Ostasienspielen in Hongkong disqualifiziert. Im Jahr darauf startete er mit der Staffel bei den Asienspielen ebendort und klassierte sich dort mit 39,62 s auf dem vierten Platz. 2011 kam er bei den Studentenweltspielen in Shenzhen mit 10,72 s nicht über die Vorrunde über 100 m hinaus, gewann aber mit der Staffel in 39,44 s die Bronzemedaille hinter den Teams aus Südafrika und der Volksrepublik China gewann. Im Januar 2012 bestritt er in den Vereinigten Staaten seinen letzten offiziellen Wettkampf und beendete daraufhin seine aktive sportliche Karriere im Alter von 24 Jahren.

## Persönliche Bestleistungen
- 100 Meter: 10,54 s, 1. Juni 2010 in Pune
  - 60 Meter (Halle): 6,96 s,15. März 2007 in Shanghai